# Il picnic del quattro luglio
Il picnic del quattro luglio (titolo originale Fourth of July Picnic) è la ventinovesima novella gialla di Rex Stout con Nero Wolfe protagonista.

## Storia editoriale
Il racconto fu pubblicato per la prima volta il 7 luglio 1957 con il titolo di The Labor Union Murder sulla rivista Look e in formato libro nella raccolta And Four to Go nel 1958.

## Trama
Nero Wolfe ha accettato di presentare un discorso al sindacato dei ristoratori in occasione di una festa campestre per il quattro luglio, ma si ritrova nel mezzo di un caso di omicidio. La vittima è Philip Holt, presidente del sindacato, rimasto solo in una tenda perché indisposto e ritrovato pugnalato con un coltello da arrosti. Archie nasconde alla polizia la testimonianza di una donna che circoscriverebbe la colpevolezza a sole sei persone, inclusi i due investigatori. Wolfe è costretto a una corsa contro il tempo per scoprire il colpevole prima che la polizia venga a saperlo.

### Personaggi principali
- Nero Wolfe: investigatore privato
- Archie Goodwin: assistente di Nero Wolfe e narratore di tutte le storie
- Saul Panzer: investigatore privato
- Felix: maître del ristorante Rusterman
- Paul Rago: chef delle salse al Churchill
- James Korby: presidente dell'ULRA
- Flora Korby: figlia di James
- H. L. Griffin: importatore di vini
- Philip Holt: direttore dell'organizzazione dell'ULRA
- Dick Vetter: presentatore televisivo
- Alexander Banau: capocameriere da Zeller
- Anna Banau: moglie di Alexander
- James R. Delaney: procuratore distrettuale

## Critica
"Fourth of July Picnic prosegue la spirale discendente nella qualità delle novelle di Stout dei tardi anni '50. [...] Wolfe ricorre a un misero trucco per intrappolare l'assassino. Questa storia ha poco umorismo, niente detection, nessuna deduzione, caratterizzazioni deboli e un assassino scelto a caso tra un gruppo di sospetti. Il lettore non può risolvere l'enigma con gli indizi che gli vengono forniti. Il movente dell'omicidio non viene spiegato completamente. Sia Wolfe sia Archie forniscono dei brevi schizzi autobiografici che sono i passaggi più interessanti di questo lavoro poco riuscito."
"Alcune delle storie in And Four To Go hanno dei pregi. [...] Il più debole dei racconti è il poco ispirato Fourth of July Picnic (1957)." 

## Edizioni
- Rex Stout, Buon anno con Nero Wolfe, traduzione di Hilia Brinis, collana Supergiallo Mondadori (n. 24), Arnoldo Mondadori Editore, 2002, ISSN 1123-0797 (WC · ACNP).